# Пролећна изложба УЛУС-а (2002)
Пролећна изложба УЛУС-а (2002), одржана је у периоду од 7. до 27. јуна 2002. године. Изложба је одржана у галеријском простору Удружења ликовних уметника Србије, односно у Уметничком павиљону "Цвијета Зузорић", у Београду. Уредница каталога и организаторка изложбе била је Наталија Церовић.

## Уметнички савет
- Љиљана Мићовић
- Марио Ђиковић
- Стојанка Ђорђић
- Миодраг Млађовић
- Александар Лека Младеновић
- Оливера Гаврић Павић
- Ђорђије Црнчевић
- Борислава Недељковић Продановић
- Ненад Брачић

## Излагачи

### Сликартсво
1. Габријела Васић
2. Кристина Вуковић
3. Нада Денић
4. Горан Десанчић
5. Пал Дечов
6. Радмила Ђалић
7. Драгомир Ђакић
8. Вера Ђенге
9. Душан Ђокић
10. Маја Ђокић
11. Зоран Н. Ђорђевић
12. Ивана Јакшић
13. Милан Јакшић
14. Огњен Јеремић
15. Драгана Јовчић
16. Зоран Качаревић
17. Зоран Клашња
18. Весна Кнежевић
19. Милинко Коковић
20. Славенка Ковачевић Томић
21. Мирјана Крстевска
22. Зоран Марјановић
23. Весна Марковић
24. Драган Марковић Маркус
25. Надежда Марковић
26. Срђан Ђиле Марковић
27. Игор Марсенић
28. Предраг Миладиновић
29. Тања Мијаиловић
30. Јелена Минић
31. Лидија Мићовић
32. Љубица Николић
33. Александра Павићевић
34. Ружица Беба Павловић
35. Пепа Пашћан
36. Драгана Петковић
37. Димитрије Пецић
38. Марина Поповић
39. Божидар Продановић
40. Љубица Радовић
41. Бранко Раковић
42. Миодраг Ристић
43. Оливера Ристић
44. Рада Селаковић
45. Ђорђе Соколовски
46. Весна Стајчић
47. Алекса Стојковић
48. Милан Тепавац
49. Ервин Ђатовић
50. Тијана Фишић
51. Ирена Хајровић Илијев
52. Александра Хорват
53. Биљана Црнчан

### Скулптура
1. Данијела Анђелковић
2. Бошко Атанацковић
3. Милан Бесарабић
4. Радомир Бранисављевић
5. Марија Видић
6. Небојша Врцељ
7. Софија Врцељ
8. Андрија Вуковић
9. Марко Вукша
10. Иван Грачнер
11. Босиљка Зиројевић
12. Радомир Кнежевић
13. Славко Живановић
14. Милан Р. Марковић
15. Вукашин Миловић
16. Жељка Момиров
17. Марија Павловић
18. Рајко Попивода
19. Маја Ракочевић
20. Томислав Тодоровић
21. Власта Филиповић

### Графика-цртеж
1. Ђорђе Арнаут
2. Зоран Бановић
3. Габријела Булатовић
4. Сузана Вучковић
5. Звонко Грмек
6. Зоран Димовски
7. Тијана Дујовић Лишчевић
8. Стојанка Ђорђић
9. Душица Жарковић
10. Владан Јеремић
11. Јелена Јоцић
12. Маја Јоцков Милеуснић
13. Слободан Каштаварац
14. Велизар Крстић
15. Јелена Марковић
16. Зоран Матић
17. Горица Милетић Омчикус
18. Биљана Миљковић
19. Душан Миљуш
20. Гордана Мирков
21. Александар Лека Младеновић
22. Бранко Николов
23. Бојан Оташевић
24. Зоран Пурић
25. Ана Радичевић Бонџић
26. Светлана Рибица
27. Ивана Станковић

### Проширени медији
1. Никола Божовић
2. Милена Бошковић Бадњар
3. Бранимир Карановић
4. Бранкица Кончаревић
5. Предраг Кочовић
6. Иван Павић
7. Радомир Станчић
8. Миодраг Млађовић
9. Ставрос Поптсис